# Tavastlands yrkeshögskola

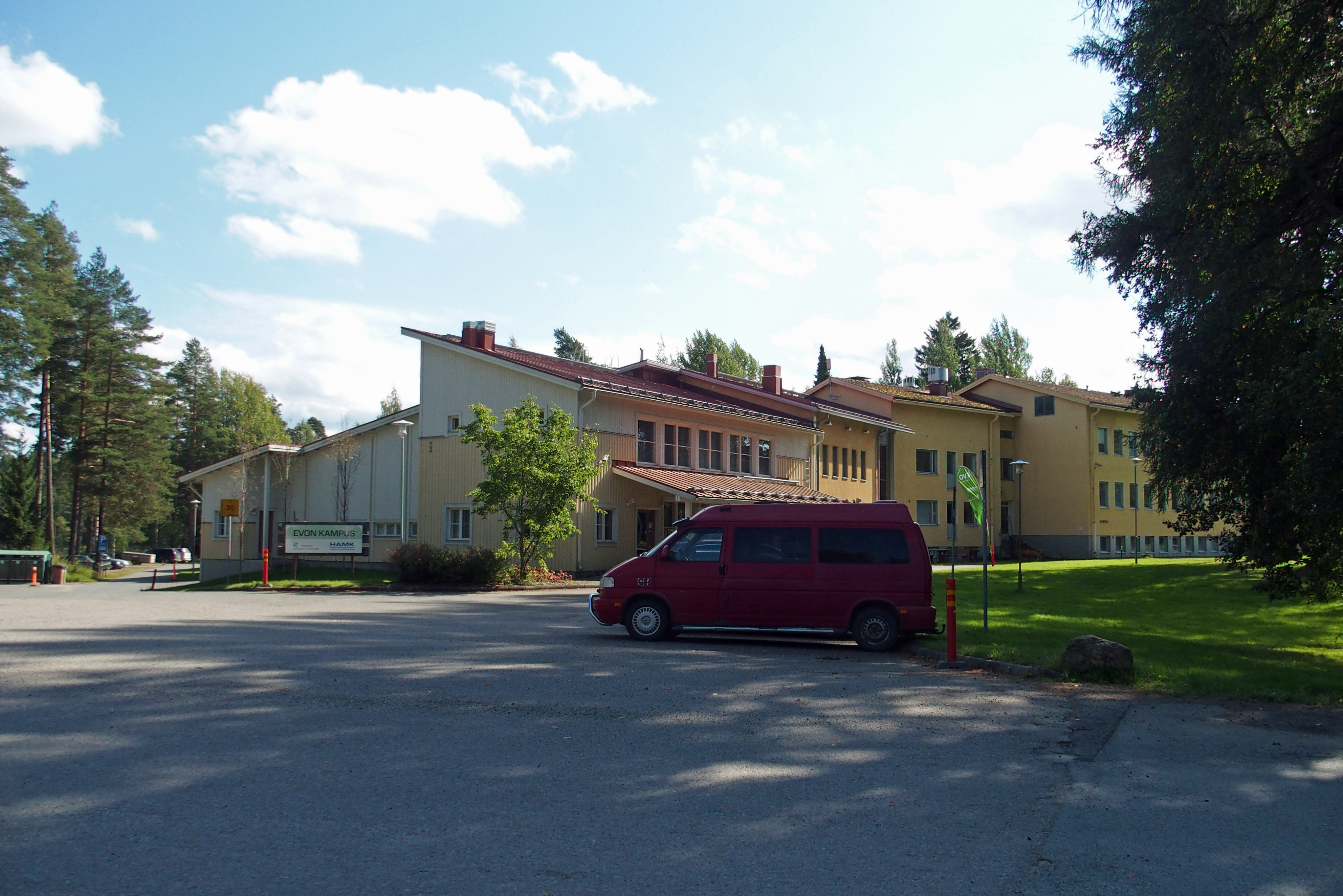
Skogsskolan i Evois i Tavastehus

Tavastlands yrkeshögskola (finska: Hämeen ammattikorkeakoulu, HAMK) är en finländsk yrkeshögskola, som verkar i Egentliga Tavastland och Birkaland. Tavastlands yrkeshögskola har dussintals magisterprogram och över tio högre magisterprogram samt en yrkeslärarhögskola. Elva av kurserna är på engelska. Skolan har totalt omkring 10 000 elever och omkring 750 anställda vid HAMK. 
Tavastlands yrkeshögskola har sedan 2015 varit organiserat som aktiebolag. Aktieägarna i HAMK Oy är Tavastehus, Forssa, Riihimäki, Valkeakoski, Hattula och Tammela kommuner. Tillsammans med HAMK verkar också Tavastlands yrkesinstitut, som erbjuder gymnasieutbildning och dotterbolaget Tavastlands sommaruniversitet, som erbjuder öppen högskoleutbildning.
Tavastlands yrkeshögskola bedriver utbildning i Evois, Forssa, Tavastehus, Lepaa, Mustiala, Riihimäki och Valkeakoski. Hortonom- och trädgårdsmästarutbildning bedrivs på Lepaa säteri i Hattula kommun. Tavastehus yrkeshögskola och Tavastehus yrkesinstitut har skogsutbildning i den tidigare skogshögskolan i Evois by i Lammi. 